# Dactylocladius commensalis
Dactylocladius commensalis är en tvåvingeart som först beskrevs av Tonnoir 1923.  Dactylocladius commensalis ingår i släktet Dactylocladius och familjen fjädermyggor. Inga underarter finns listade i Catalogue of Life.